# Vojenská záložní nemocnice v Zábřehu
Vojenská záložní nemocnice v Zábřehu v okrese Šumperk je bývalá nemocnice, která stojí v západní části města poblíž městského hřbitova.

## Historie
Nemocnice byla postavena v 2. polovině 20. století. Svému účelu nikdy nesloužila a stát její budovy používal jako sklad léků.

### Budova
Areál na ploše přes třináct tisíc metrů čtverečních je typizovanou stavbou civilní obrany ze 60. let 20. století. Má hlavní budovu o pěti podlažích, dva malé provozní objekty a asfaltovou komunikaci s odstavnou plochou, stropy v místnostech jsou až 3,5 metru vysoké.
Hlavní budova byla zařízena jako nemocnice s desítkami pokojů pro 300 lidí – pokoje měly ustlaná lůžka zakrytá igelitem, byly zde vybavené operační sály, kuchyně, jídelna a technické zázemí.
Nový soukromý vlastník zde roku 2018 zřídil Alzheimercentrum.
Podobně zaměřené nemocnice byly v Holicích, Hředlích, Jílovém u Prahy, Kaznějově, Mlékovicích a Ujkovicích.